# Pwd

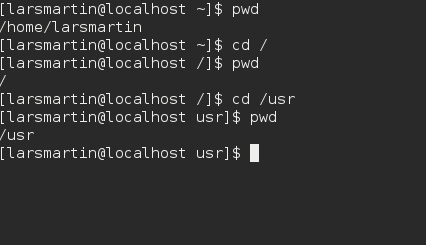
pwdの例

pwd (ピーダブリューディー、print working directory) は、カレントディレクトリのフルパスを出力する UNIX系 OS のコマンドである。

## 概要
ユーザーはこのコマンドを実行することで、現在どのディレクトリで作業中なのかを知ることができる。
このコマンドは、cdコマンドなどと違い getcwd(2) 等のシステムコールを利用することで実装可能なため、組込みコマンドにする必要性は無いが、sh や Bash などの一部のシェルでは組込みコマンドとなっている。
また、MS-DOS や Windows のシェル（COMMAND.COMやcmd.exe）では、cd コマンドを引数なしで実行することで同様の機能を利用可能である。

## オプション
POSIXでは、pwdコマンドには下記のようなオプションがある。（シェル組込み版があるシェルを使っている場合、これを使うには一般に何らかの方法で、外部コマンド版を実行するようにしなければならない）
- -L（--logical）:論理的なカレントディレクトリ名を出力する。
- -P（--physical）:物理的なカレントディレクトリ名を出力する（＝もし現在のディレクトリがシンボリックリンクであった場合、リンク先のディレクトリ名を出力する）。